# Randubener
Randubener is een bestuurslaag in het regentschap Lamongan van de provincie Oost-Java, Indonesië. Randubener telt 1510 inwoners (volkstelling 2010).